# 23ª edizione dei Satellite Awards
I premi della 23ª edizione dei Satellite Awards sono stati annunciati il 3 gennaio 2019, mentre la premiazione ha avuto luogo il 22 febbraio 2019 a Los Angeles, California.
Le candidature sono state annunciate il 28 novembre 2018.
Le categorie "miglior film", "miglior attore" e "miglior attrice", sono state suddivise nuovamente in drammatiche e commedia / musicali dopo che erano state unificate in una categoria dal 2011. Da questa edizione è stata introdotta la categoria per il "miglior film indipendente".

## Vincitori e candidati
I vincitori saranno indicati in grassetto, a seguire gli altri candidati.

### Cinema

#### Miglior film drammatico
- Se la strada potesse parlare (If Beale Street Could Talk), regia di Barry Jenkins
- Black Panther, regia di Ryan Coogler
- First Man - Il primo uomo (First Man), regia di Damien Chazelle
- Hereditary - Le radici del male (Hereditary), regia di Ari Aster
- Maria regina di Scozia (Mary Queen of Scots), regia di Josie Rourke
- Widows - Eredità criminale (Widows), regia di Steve McQueen

#### Miglior film commedia o musicale
- A Star Is Born, regia di Bradley Cooper
- Crazy & Rich (Crazy Rich Asians), regia di Jon M. Chu
- La favorita (The Favourite), regia di Yorgos Lanthimos
- Green Book, regia di Peter Farrelly
- Il ritorno di Mary Poppins (Mary Poppins Returns), regia di Rob Marshall
- Nico, 1988, regia di Susanna Nicchiarelli

#### Miglior attore in un film drammatico
- Willem Dafoe – Van Gogh - Sulla soglia dell'eternità (At Eternity's Gate)
- Ben Foster – Senza lasciare traccia (Leave No Trace)
- Ryan Gosling – First Man - Il primo uomo (First Man)
- Ethan Hawke – First Reformed - La creazione a rischio (First Reformed)
- Lucas Hedges – Boy Erased - Vite cancellate (Boy Erased)
- Robert Redford – Old Man & the Gun (The Old Man & the Gun)

#### Miglior attrice in un film drammatico
- Glenn Close – The Wife - Vivere nell'ombra (The Wife)
- Yalitza Aparicio – Roma
- Viola Davis – Widows - Eredità criminale (Widows)
- Nicole Kidman – Destroyer
- Melissa McCarthy – Copia originale (Can You Ever Forgive Me?)
- Rosamund Pike – A Private War

#### Miglior attore in un film commedia o musicale
- Rami Malek – Bohemian Rhapsody
- Bradley Cooper – A Star Is Born
- Lin-Manuel Miranda – Il ritorno di Mary Poppins (Mary Poppins Returns)
- Viggo Mortensen – Green Book
- Nick Robinson – Tuo, Simon (Love, Simon)
- John David Washington – BlacKkKlansman

#### Miglior attrice in un film commedia o musicale
- Olivia Colman – La favorita (The Favourite)
- Emily Blunt – Il ritorno di Mary Poppins (Mary Poppins Returns)
- Trine Dyrholm – Nico, 1988
- Elsie Fisher – Eighth Grade - Terza media (Eighth Grade)
- Lady Gaga – A Star Is Born
- Constance Wu – Crazy & Rich (Crazy Rich Asians)

#### Miglior attore non protagonista
- Richard E. Grant – Copia originale (Can You Ever Forgive Me?)
- Mahershala Ali – Green Book
- Timothée Chalamet – Beautiful Boy
- Russell Crowe – Boy Erased - Vite cancellate (Boy Erased)
- Adam Driver – BlacKkKlansman
- Sam Elliott – A Star Is Born

#### Miglior attrice non protagonista
- Regina King – Se la strada potesse parlare (If Beale Street Could Talk)
- Claire Foy – First Man - Il primo uomo (First Man)
- Nicole Kidman – Boy Erased - Vite cancellate (Boy Erased)
- Margot Robbie – Maria regina di Scozia (Mary Queen of Scots)
- Emma Stone – La favorita (The Favourite)
- Rachel Weisz – La favorita (The Favourite)

#### Miglior regista
- Alfonso Cuarón – Roma
- Bradley Cooper – A Star Is Born
- Peter Farrelly – Green Book
- Barry Jenkins – Se la strada potesse parlare (If Beale Street Could Talk)
- Yorgos Lanthimos – La favorita (The Favourite)
- Spike Lee – BlacKkKlansman

#### Miglior sceneggiatura originale
- Alfonso Cuarón – Roma
- Bo Burnham – Eighth Grade - Terza media (Eighth Grade)
- Deborah Davis e Tony McNamara – La favorita (The Favourite)
- John Krasinski, Scott Beck e Bryan Woods – A Quiet Place - Un posto tranquillo (A Quiet Place)
- Paul Schrader – First Reformed - La creazione a rischio (First Reformed)
- Nick Vallelonga, Brian Hayes Currie e Peter Farrelly – Green Book

#### Miglior sceneggiatura non originale
- Nicole Holofcener e Jeff Whitty – Copia originale (Can You Ever Forgive Me?)
- Bradley Cooper e Eric Roth – A Star Is Born
- Debra Granik e Anne Rosellini – Senza lasciare traccia (Leave No Trace)
- Barry Jenkins – Se la strada potesse parlare (If Beale Street Could Talk)
- Armando Iannucci, David Schneider, Ian Martin e Peter Fellows – Morto Stalin, se ne fa un altro (The Death of Stalin)
- Spike Lee, David Rabinowitz, Kevin Wilmott e Charlie Wachtel – BlacKkKlansman

#### Miglior film d'animazione o a tecnica mista
- L'isola dei cani (Isle of Dogs), regia di Wes Anderson
- Gli Incredibili 2 (Incredibles 2), regia di Brad Bird
- Liz and the Blue Bird, regia di Naoko Yamada
- Mirai, regia di Mamoru Hosoda
- Ralph spacca Internet (Ralph Breaks the Internet), regia di Rich Moore e Phil Johnston
- Ruber Brandt, Collector, regia di Milorad Krstic

#### Miglior film straniero
- Roma, regia di Alfonso Cuarón (Messico)
- The Cakemaker, regia di Ofir Raul Graizer (Israele)
- Cold War (Zimna wojna), regia di Paweł Pawlikowski (Polonia)
- Il colpevole - The Guilty (Den skyldige), regia di Gustav Möller (Danimarca)
- I Am Not a Witch, regia di Rungano Nyoni (Regno Unito)
- Un affare di famiglia (Manbiki Kazoku), regia di Hirokazu Kore-eda (Giappone)

#### Miglior documentario
- Minding the Gap, regia di Bing Liu
- Alla corte di Ruth - RBG, regia di Betsy West e Julie Cohen
- Crime + Punishment, regia di Stephen Maing
- Free Solo - Sfida estrema, regia di Elizabeth Chai Vasarhelyi e Jimmy Chin
- Three Identical Strangers, regia di Tim Wardle
- Won't You Be My Neighbor?, regia di Morgan Neville

#### Miglior fotografia
- Matthew Libatique – A Star Is Born
- Alfonso Cuarón – Roma
- James Laxton – Se la strada potesse parlare (If Beale Street Could Talk)
- Robbie Ryan – La favorita (The Favourite)
- Rachel Morrison – Black Panther
- Łukasz Żal – Cold War (Zimna wojna)

#### Miglior colonna sonora originale
- Justin Hurwitz – First Man - Il primo uomo (First Man)
- Thomas Adès – Colette
- Terence Blanchard – BlacKkKlansman
- Nicholas Britell – Se la strada potesse parlare (If Beale Street Could Talk)
- Alexandre Desplat – I fratelli Sisters (The Sisters Brothers)
- Hans Zimmer – Widows - Eredità criminale (Widows)

#### Miglior canzone originale
- Shallow – A Star Is Born
- Can You Imagine That? – Il ritorno di Mary Poppins (Mary Poppins Returns)
- All the Stars – Black Panther
- Requiem for a Private War – A Private War
- Revelation – Boy Erased - Vite cancellate (Boy Erased)
- Strawberries & Cigarettes – Tuo, Simon (Love, Simon)

#### Migliori effetti visivi
- Black Panther
- Animali fantastici - I crimini di Grindelwald (Fantastic Beasts: The Crimes of Grindelwald)
- Jurassic World - Il regno distrutto (Jurassic World: Fallen Kingdom)
- Rampage - Furia animale (Rampage)
- Ready Player One
- Avengers: Infinity War

#### Miglior montaggio
- Alfonso Cuarón – Roma
- Jay Cassidy – A Star Is Born
- Joi McMillon e Nat Sanders – Se la strada potesse parlare (If Beale Street Could Talk)
- Barry Alexander Brown – BlacKkKlansman
- Tom Cross – First Man - Il primo uomo (First Man)
- Joe Walker – Widows - Eredità criminale (Widows)

#### Miglior scenografia
- John Myhre – Il ritorno di Mary Poppins (Mary Poppins Returns)
- Hannah Beachler – Black Panther
- Stuart Craig – Animali fantastici - I crimini di Grindelwald (Fantastic Beasts: The Crimes of Grindelwald)
- Fiona Crombie – La favorita (The Favourite)
- Nathan Crowley – First Man - Il primo uomo (First Man)
- Eugenio Caballero – Roma

#### Migliori costumi
- Sandy Powell – La favorita (The Favourite)
- Colleen Atwood – Animali fantastici - I crimini di Grindelwald (Fantastic Beasts: The Crimes of Grindelwald)
- Erin Benach – A Star Is Born
- Alexandra Byrne – Maria regina di Scozia (Mary Queen of Scots)
- Ruth Carter – Black Panther
- Andrea Flesch – Colette

#### Miglior suono
- A Quiet Place - Un posto tranquillo (A Quiet Place)
- Black Panther
- A Star Is Born
- Il ritorno di Mary Poppins (Mary Poppins Returns)
- First Man - Il primo uomo (First Man)
- Roma

#### Miglior film indipendente
- BlacKkKlansman, regia di Spike Lee
- First Reformed - La creazione a rischio (First Reformed), regia di Paul Schrader
- Eighth Grade - Terza media (Eighth Grade), regia di Bo Burnham
- Senza lasciare traccia (Leave No Trace), regia di Debra Granik
- Private Life, regia di Tamara Jenkins
- A Private War, regia di Matthew Heineman

### Televisione

#### Miglior serie drammatica
- Homecoming
- The Bold Type
- The Handmaid's Tale
- Mr. Mercedes
- Succession
- This Is Us

#### Miglior serie commedia o musicale
- Lodge 49
- Arrested Development - Ti presento i miei (Arrested Development)
- Atlanta
- Barry
- Black-ish
- The Good Place
- Insecure

#### Miglior serie tv di genere
- The Terror
- Castle Rock
- Counterpart
- Doctor Who
- L'uomo nell'alto castello (The Man in the High Castle)
- Stranger Things

#### Miglior miniserie
- American Crime Story - L'assassinio di Gianni Versace (The Assassination of Gianni Versace: American Crime Story)
- Homecoming
- The Looming Tower
- Patrick Melrose
- Sharp Objects
- A Very English Scandal

#### Miglior film TV
- The Tale
- Cargo
- Her Only Choice
- King Lear

#### Miglior attore in una serie drammatica
- Brendan Gleeson – Mr. Mercedes
- Jason Bateman – Ozark
- Bob Odenkirk – Better Call Saul
- Matthew Rhys – The Americans
- J. K. Simmons – Counterpart
- Billy Bob Thornton – Golia

#### Miglior attore in una serie commedia o musicale
- Bill Hader – Barry
- Anthony Anderson – Black-ish
- Ted Danson – The Good Place
- Donald Glover – Atlanta
- William H. Macy – Shameless
- Thomas Middleditch – Silicon Valley

#### Miglior attore in una miniserie o film per la televisione
- Darren Criss – American Crime Story - L'assassinio di Gianni Versace (The Assassination of Gianni Versace: American Crime Story)
- Daniel Brühl – L'alienista (The Alienist)
- Benedict Cumberbatch – Patrick Melrose
- Jeff Daniels – The Looming Tower
- Hugh Grant – A Very English Scandal
- Jared Harris – The Terror

#### Miglior attrice in una serie drammatica
- Julia Roberts – Homecoming
- Elisabeth Moss – The Handmaid's Tale
- Jessica Biel – The Sinner
- Sandra Oh – Killing Eve
- Keri Russell – The Americans
- Jodie Whittaker – Doctor Who

#### Miglior attrice in una serie commedia o musicale
- Issa Rae – Insecure
- Niecy Nash – Claws
- Alison Brie – GLOW
- Ellie Kemper – Unbreakable Kimmy Schmidt
- Christina Hendricks – Good Girls
- Tracee Ellis Ross – Black-ish

#### Miglior attrice in una miniserie o film per la televisione
- Amy Adams – Sharp Objects
- Laura Dern – The Tale
- Dakota Fanning – L'alienista (The Alienist)
- Julia Roberts – Homecoming
- Emma Stone – Maniac

#### Miglior attore non protagonista in una serie, miniserie o film per la televisione
- Hugo Weaving – Patrick Melrose
- Mark Duplass – Golia
- John Macmillan – King Lear
- Édgar Ramírez – American Crime Story - L'assassinio di Gianni Versace (The Assassination of Gianni Versace: American Crime Story)
- Paul Ready – The Terror
- Ben Whishaw – A Very English Scandal

#### Miglior attrice non protagonista in una serie, miniserie o film per la televisione
- Sharon Stone – Mosaic
- Penélope Cruz – American Crime Story - L'assassinio di Gianni Versace (The Assassination of Gianni Versace: American Crime Story)
- Jennifer Jason Leigh – Patrick Melrose
- Justine Lupe – Mr. Mercedes
- Nive Nielsen – The Terror
- Emma Thompson – King Lear

## Riconoscimenti speciali

### Miglior cast cinematografico
- La favorita (The Favourite)

### Miglior cast televisivo
- American Crime Story - L'assassinio di Gianni Versace (The Assassination of Gianni Versace: American Crime Story)

### Mary Pickford Award
- Rade Šerbedžija

### Auteur Award
- Ryan Coogler

### Nikola Tesla Award
- Kevin Baillie

### Miglior opera prima
- The Happy Prince - L'ultimo ritratto di Oscar Wilde (The Happy Prince), regia di Rupert Everett